# 3270 Dudley
A 3270 Dudley (ideiglenes jelöléssel 1982 DA) egy marsközeli kisbolygó. Carolyn Shoemaker,  Schelte J. Bus fedezte fel 1982. február 18-án.